# Eurasimona
Eurasimona is een geslacht van insecten uit de familie van de Boorvliegen (Tephritidae), die tot de orde tweevleugeligen (Diptera) behoort.

## Soort
- E. stigma (Loew, 1840)